# Mónica Lafuente
Mònica Lafuente de la Torre (Huesca, 1973) es una abogada y política española, diputada al Parlamento de Cataluña en la IX legislatura autonómica de Cataluña y en el Congreso de los Diputados en la XI legislatura.

## Trayectoria política
Nacida en Aragón, de muy pequeña su familia se instaló en Mollerusa. En 1996 se licenció en derecho en la Universidad de Lérida. Militante del PSC-PSOE, en las elecciones municipales españolas de 2003 fue escogida regidora del ayuntamiento de Mollerusa. En 2004 fue nombrada secretaria de organización del PSC en las comarcas de Lérida. El año 2006, durante el gobierno del tripartito, fue nombrada jefe del gabinete del consejero de Agricultura, Alimentación y Acción Rural de la Generalidad de Cataluña, cargo que ocupó hasta 2010.
Fue escogida diputada por la Provincia de Lérida en las elecciones al Parlamento de Cataluña de 2010 y hasta 2012 ha sido secretaria de Mesa de la Comisión de Políticas de Juventud del Parlamento de Cataluña.
En el 2011 fue nombrada secretaria nacional del Sector Agroalimentario y Mundo Rural del PSC. En julio de 2014 formó parte como secretaria del mundo rural de la ejecutiva del PSC de Miquel Iceta. En las elecciones generales españolas de 2015 fue escogida diputada por Lérida.